# Foka (skała)

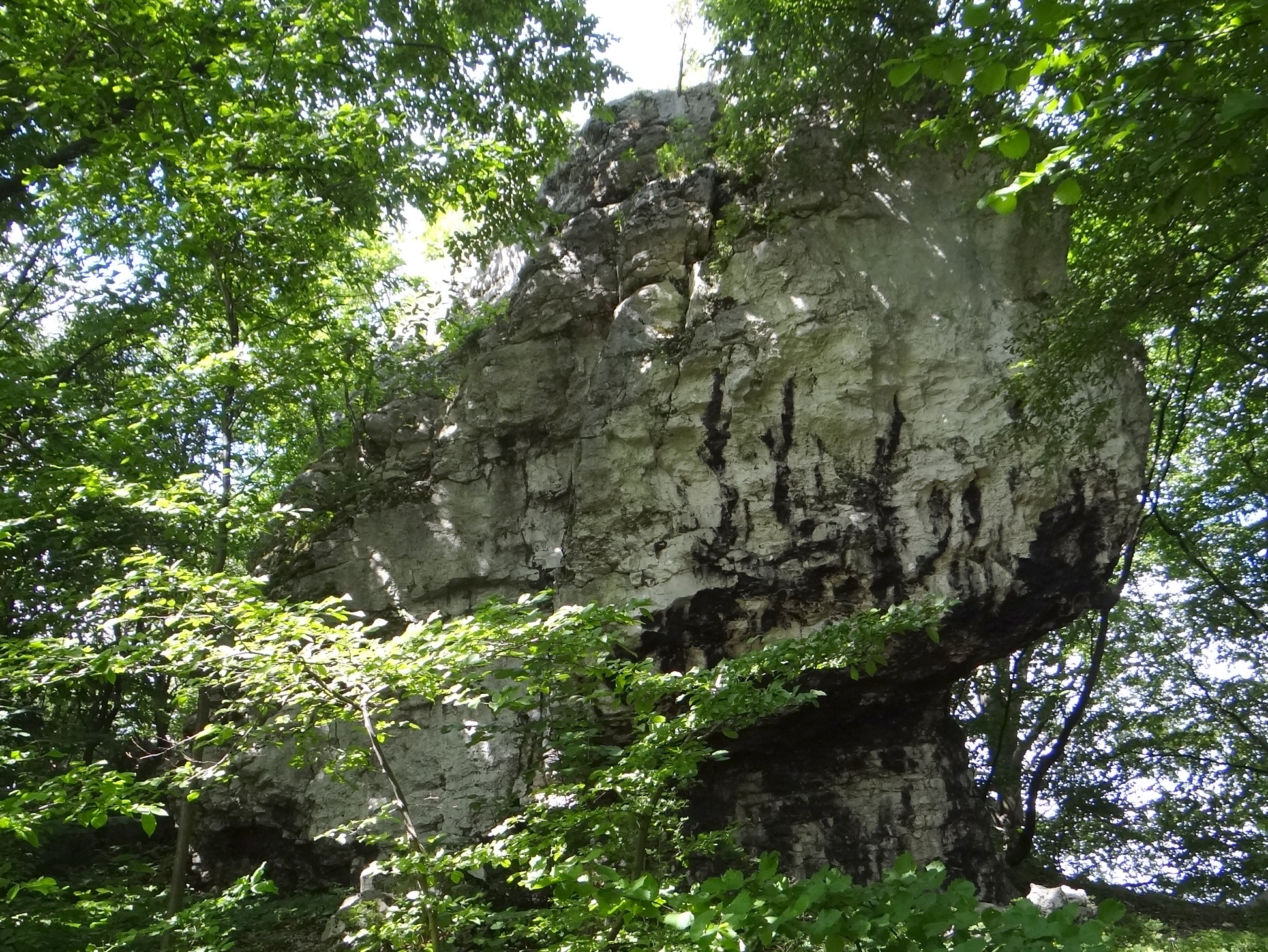

Foka – skała w grupie Pomorskich Skał (zwanych też Pomorzańskimi Skałkami) po północno-zachodniej stronie Olkusza w województwie małopolskim, w powiecie olkuskim. Skały znajdują się po wschodniej stronie ulicy Długiej w należącym do Olkusza osiedlu Pomorzany. Pod względem geograficznym jest to Płaskowyż Ojcowski na Wyżynie Olkuskiej. 
Foka znajduje się w lesie na szczycie wzniesienia. Jest to zbudowany z twardych wapieni skalistych ostaniec o wysokości do 10 m, ścianach połogich, pionowych lub przewieszonych. Ma postać grzyba skalnego z czarnymi, krzemionkowymi naciekami. Uprawiana jest na nim wspinaczka skalna o charakterze boulderingowym. Na Foce jest 5 dróg wspinaczkowych o trudności od III do VI.4 w skali krakowskiej. Tylko na drodze nr 1 wspinaczka tradycyjna (trad), pozostałe mają zamontowane stałe punkty asekuracyjne – ringi, spity, ringi zjazdowe.
W Foce znajduje się Okap z Półką na Pomorskich Skałach. Mimo że nie spełnia on kryteriów obiektu jaskiniowego, jest opisywany przez grotołazów.

## Drogi wspinaczkowe

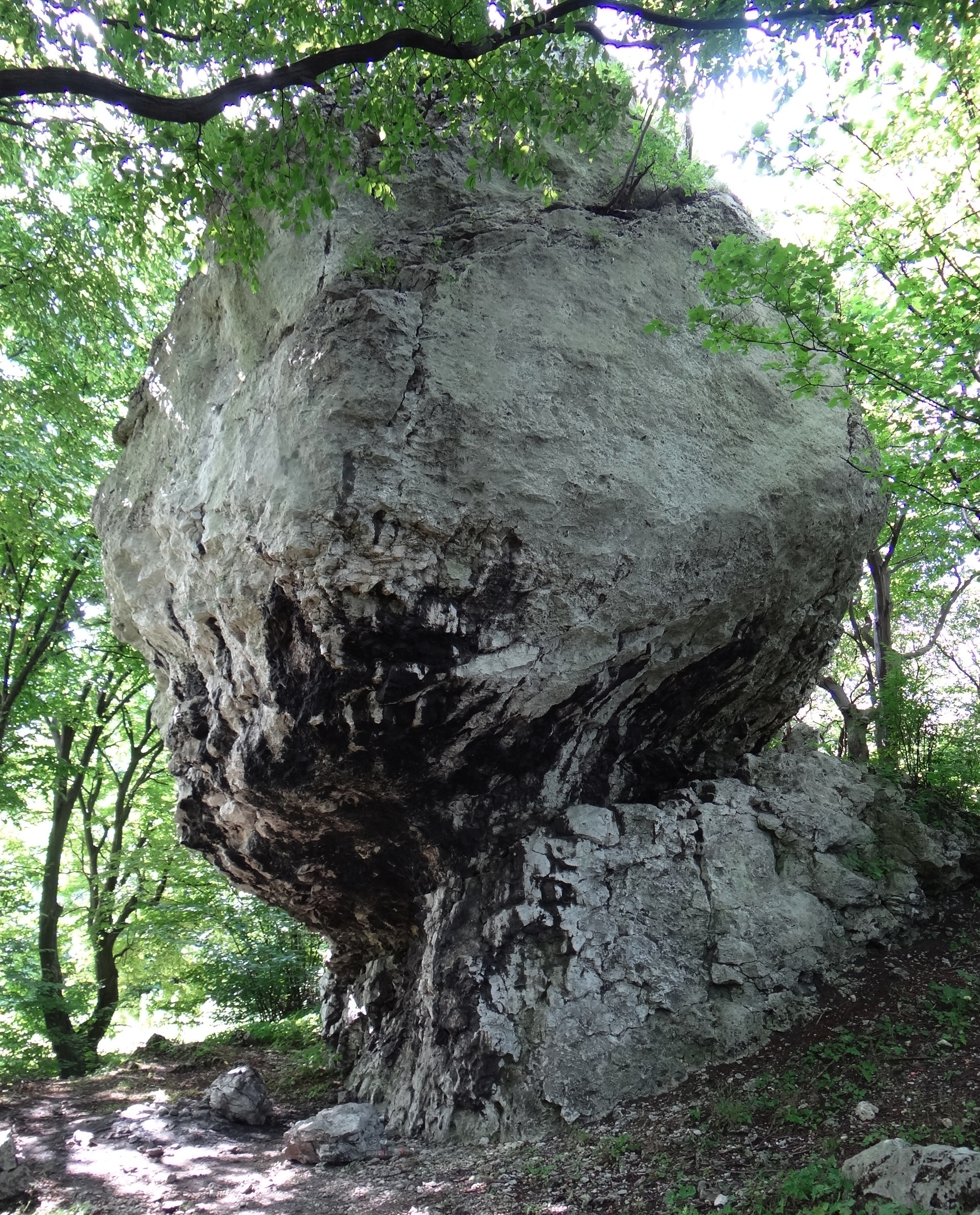

1. Wejściowa na Fokę; III, trad, 12 m
2. Zacięcie Foki; V, 4 r + st, 12 m
3. Bezpawie; VI.3+, 4 r + st
4. Nie płać na Zytę; VI.4+, 4 r + st, 12 m
5. Krasowe urwisko; VI.4, 4 r + st, 12 m[4].